# Німеччина на зимових Олімпійських іграх 1994
Німеччина на зимових Олімпійських іграх 1994 року, які проходили в норвезькому місті Ліллегаммер, була представлена 112 спортсменами (79 чоловіками та 33 жінками) в 11 видах спорту. Прапороносцем на церемоніях відкриття та закриття Олімпійських ігор був біатлоніст Марк Кірхнер.
Німецькі спортсмени вибороли 24 медалі, з них 9 золотих, 7 срібних та 8 бронзових. Олімпійська збірна Німеччини зайняла 3 загальнокомандне місце.

## Медалісти
| Медаль | Спортсмени                                                  | Вид спорту          | Дисципліна                     |
| ------ | ----------------------------------------------------------- | ------------------- | ------------------------------ |
| Золото | Маркус Васмаєр                                              | Гірськолижний спорт | супергігант (чоловіки)         |
| Золото | Маркус Васмаєр                                              | Гірськолижний спорт | гігантський слалом (чоловіки)  |
| Золото | Катя Зайцінгер                                              | Гірськолижний спорт | швидкісний спуск (жінки)       |
| Золото | Рікко Гросс Франк Люк Марк Кірхнер Свен Фішер               | Біатлон             | естафета 4 × 7.5 km (чоловіки) |
| Золото | Гаральд Чудай Карстен Браннаш Олаф Гампель Александер Шеліг | Бобслей             | четвірки                       |
| Золото | Георг Гакль                                                 | Санний спорт        | одиночки (чоловіки)            |
| Золото | Єнс Вайсфлог                                                | Стрибки з трампліна | великий трамплін (чоловіки)    |
| Золото | Єнс Вайсфлог Дітер Тома Гансйорг Єклє Крістоф Дуффнер       | Стрибки з трампліна | командний великий трамплін     |
| Золото | Клаудія Пехштайн                                            | Ковзанярський спорт | 5000 м (жінки)                 |
| Срібло | Мартіна Ертль                                               | Гірськолижний спорт | гігантський слалом (жінки)     |
| Срібло | Рікко Гросс                                                 | Біатлон             | стринт, 10 км (чоловіки)       |
| Срібло | Франк Люк                                                   | Біатлон             | 20 км (чоловіки)               |
| Срібло | Уші Дізль Антьє Гарві Сімона Грайнер-Петтер-Мемм Петра Беле | Біатлон             | естафета 4 × 7.5 км (жінки)    |
| Срібло | Зузі Ердман                                                 | Санний спорт        | одиночки (жінки)               |
| Срібло | Анке Баєр-Льоф                                              | Ковзанярський спорт | 1000 м (жінки)                 |
| Срібло | Гунда Німанн                                                | Ковзанярський спорт | 5000 м (жінки)                 |
| Бронза | Свен Фішер                                                  | Біатлон             | 20 км (чоловіки)               |
| Бронза | Уші Дізль                                                   | Біатлон             | 15 км (жінки)                  |
| Бронза | Вольфганг Гоппе Ульф Гільшер Рене Ганнеман Карстен Ембах    | Бобслей             | четвірки                       |
| Бронза | Штефан Краусе Ян Берендт                                    | Санний спорт        | двійки (чоловіки)              |
| Бронза | Дітер Тома                                                  | Стрибки з трампліна | нормальний трамплін            |
| Бронза | Франціска Шенк                                              | Ковзанярський спорт | 500 м (жінки)                  |
| Бронза | Гунда Німанн                                                | Ковзанярський спорт | 1500 м (жінки)                 |
| Бронза | Клаудія Пехштайн                                            | Ковзанярський спорт | 3000 м (жінки)                 |

## Біатлон
| Спортсмен                                                   | Дисципліна                     | Фінал     | Фінал   | Фінал |
| Спортсмен                                                   | Дисципліна                     | Час       | Промахи | Місце |
| ----------------------------------------------------------- | ------------------------------ | --------- | ------- | ----- |
| Свен Фішер                                                  | 10 km sprint                   | 29:16.0   | 1       | 7     |
| Свен Фішер                                                  | 20 км (чоловіки)               | 57:41.9   | 2       |       |
| Рікко Гросс                                                 | спринт, 10 км (чоловіки)       | 28:13.0   | 0       |       |
| Марк Кірхнер                                                | спринт, 10 км (чоловіки)       | 29:51.7   | 2       | 12    |
| Марк Кірхнер                                                | 20 км (чоловіки)               | 59:16.4   | 4       | 7     |
| Франк Люк                                                   | спринт, 10 км (чоловіки)       | 29:09.7   | 2       | 6     |
| Франк Люк                                                   | 20 км (чоловіки)               | 57:28.7   | 3       |       |
| Єнс Штайніген                                               | 20 км (чоловіки)               | 58:18.1   | 2       | 5     |
| Рікко Гросс Франк Люк Марк Кірхнер Свен Фішер               | естафета 4 × 7.5 км (чоловіки) | 1:30:22.1 | 0       |       |
| Петра Беле                                                  | спринт, 7,5 км (жінки)         | 26:33.6   | 2       | 5     |
| Петра Беле                                                  | 15 км (жінки)                  | 54:52.9   | 5       | 15    |
| Уші Дізль                                                   | спринт, 7,5 км (жінки)         | 27:04.1   | 2       | 13    |
| Уші Дізль                                                   | 15 км (жінки)                  | 53:15.3   | 3       |       |
| Симона Грайнер-Петтер-Мемм                                  | спринт, 7,5 км (жінки)         | 26:46.5   | 3       | 8     |
| Симона Грайнер-Петтер-Мемм                                  | 15 км (жінки)                  | 58:06.5   | 7       | 36    |
| Антьє Гарві                                                 | спринт, 7,5 км (жінки)         | 27:46.5   | 3       | 26    |
| Антьє Гарві                                                 | 15 км (жінки)                  | 54:12.4   | 3       | 9     |
| Уші Дізль Антьє Гарві Симона Грайнер-Петтер-Мемм Петра Беле | естафета 4 × 7.5 км (жінки)    | 1:51:16.5 | 6       |       |

## Бобслей
| Спортсмен                                                   | Дисципліна | Фінал   | Фінал   | Фінал   | Фінал   | Фінал   | Фінал |
| Спортсмен                                                   | Дисципліна | Спуск 1 | Спуск 2 | Спуск 3 | Спуск 4 | Разом   | Місце |
| ----------------------------------------------------------- | ---------- | ------- | ------- | ------- | ------- | ------- | ----- |
| Сепп Достталер Богдан Мусьол                                | двійки     | 53.02   | 53.48   | 53.10   | 53.24   | 3:32.84 | 12    |
| Рудольф Лохнер Маркус Ціммерман                             | двійки     | 52.74   | 53.09   | 52.76   | 53.19   | 3:31.78 | 4     |
| Гаральд Чудай Карстен Браннаш Олаф Гампель Александер Шеліг | четвірки   | 51.67   | 51.88   | 52.07   | 52.16   | 3:27.78 |       |
| Вольфганг Гоппе Ульф Гільшер Рене Ганнеман Карстен Ембах    | четвірки   | 51.82   | 51.91   | 52.14   | 52.14   | 3:28.01 |       |

## Гірськолижний спорт
| Спортсмен         | Дисципліна         | Фінал         | Фінал         | Фінал   | Фінал         | Фінал |
| Спортсмен         | Дисципліна         | Спуск 1       | Спуск 2       | Спуск 3 | Разом         | Місце |
| ----------------- | ------------------ | ------------- | ------------- | ------- | ------------- | ----- |
| Тобіас Барнерссой | супергігант        |               |               |         | не фінішував  |       |
| Тобіас Барнерссой | гігантський слалом | 1:29.96       | 1:24.53       |         | 2:54.49       | 15    |
| Тобіас Барнерссой | комбінація         | 1:40.56       | 52.23         | 49.70   | 3:22.49       | 14    |
| Бернгард Баєр     | слалом             | не фінішував  |               |         | не фінішував  |       |
| Армін Біттнер     | слалом             | не фінішував  |               |         | не фінішував  |       |
| Петер Рот         | слалом             | 1:01.84       | не фінішував  |         | не фінішував  |       |
| Гансйорг Тойшер   | швидкісний спуск   |               |               |         | 1:47.30       | 25    |
| Гансйорг Тойшер   | супергігант        |               |               |         | 1:34.71       | 21    |
| Маркус Васмаєр    | швидкісний спуск   |               |               |         | 1:48.53       | 36    |
| Маркус Васмаєр    | супергігант        |               |               |         | 1:32.53       |       |
| Маркус Васмаєр    | гігантський слалом | 1:28.71       | 1:23.75       |         | 2:52.46       |       |
| Маркус Васмаєр    | комбінація         | 1:39.04       | не стартував  |         | не фінішував  |       |
| Мартіна Ертль     | швидкісний спуск   |               |               |         | 1:37.10       | 4     |
| Мартіна Ертль     | гігантський слалом | 1:21.34       | 1:10.85       |         | 2:32.19       |       |
| Мартіна Ертль     | слалом             | 1:01.23       | 58.42         |         | 1:59.65       | 14    |
| Мартіна Ертль     | комбінація         | 1:29.38       | 50.98         | 48.42   | 3:08.78       | 5     |
| Гільде Герг       | супергігант        |               |               |         | 1:23.63       | 18    |
| Гільде Герг       | гігантський слалом | 1:21.00       | не фінішувала |         | не фінішувала |       |
| Гільде Герг       | слалом             | 1:02.48       | не фінішувала |         | не фінішувала |       |
| Гільде Герг       | комбінація         | 1:29.02       | 52.14         | 48.94   | 3:10.10       | 8     |
| Міхаела Герг      | супергігант        |               |               |         | 1:25.19       | 31    |
| Катаріна Гутензон | швидкісний спуск   |               |               |         | 1:38.14       | 18    |
| Катаріна Гутензон | супергігант        |               |               |         | 1:22.84       | 6     |
| Христіна Маєр-Гок | гігантський слалом | 1:22.02       | 1:13.20       |         | 2:35.22       | 11    |
| Едда Муттер       | слалом             | не фінішувала |               |         | не фінішувала |       |
| Катя Зайцінгер    | швидкісний спуск   |               |               |         | 1:35.93       |       |
| Катя Зайцінгер    | супергігант        |               |               |         | не фінішувала |       |
| Катя Зайцінгер    | гігантський слалом | 1:21.62       | не фінішувала |         | не фінішувала |       |
| Катя Зайцінгер    | комбінація         | 1:27.28       | не фінішувала |         | не фінішувала |       |
| Міріам Фогт       | швидкісний спуск   |               |               |         | 1:37.86       | 12    |
| Міріам Фогт       | слалом             | не фінішувала |               |         | не фінішувала |       |
| Міріам Фогт       | комбінація         | 1:29.61       | 51.24         | 49.29   | 3:10.14       | 9     |

## Ковзанярський спорт
| Дисципліна              | Спортсмен | Дистанція | Дистанція |
| Дисципліна              | Спортсмен | Час       | Місце     |
| ----------------------- | --------- | --------- | --------- |
| Петер Адеберг           | 500 м     | 37.35     | 18        |
| Петер Адеберг           | 1000 м    | 1:14.15   | 13        |
| Петер Адеберг           | 1500 м    | 1:53.50   | 6         |
| Александер Баумгертель  | 5000 м    | 6:59.64   | 23        |
| Франк Діттріх           | 5000 м    | 6:52.27   | 8         |
| Франк Діттріх           | 10000 м   | 14:04.33  | 6         |
| Ларс Функе              | 500 м     | 37.80     | 28        |
| Ларс Функе              | 1000 м    | 1:15.44   | 28        |
| Томас Кумм              | 1500 м    | 1:55.35   | 19        |
| Томас Кумм              | 5000 м    | 7:02.18   | 29        |
| Міхаель Шпільманн       | 500 м     | 38.58     | 39        |
| Міхаель Шпільманн       | 1000 м    | 1:15.41   | 27        |
| Міхаель Шпільманн       | 1500 м    | 1:55.36   | 20        |
| Олаф Цінке              | 5000 м    | 1:54.66   | 13        |
| Ульріке Адеберг         | 1500 м    | 2:06.40   | 14        |
| Анке Баєр-Льоф          | 500 м     | 40.59     | 15        |
| Анке Баєр-Льоф          | 1000 м    | 1:20.12   |           |
| Анке Баєр-Льоф          | 1500 м    | 2:05.97   | 11        |
| Монік Гарбрехт-Енфельдт | 500 м     | 39.95     | 6         |
| Монік Гарбрехт-Енфельдт | 1000 м    | 1:20.32   | 5         |
| Ангела Гок              | 500 м     | 40.38     | 12        |
| Ангела Гок              | 1000 м    | 1:20.93   | 12        |
| Гунда Німан-Штірнеман   | 1500 м    | 2:03.41   |           |
| Гунда Німан-Штірнеман   | 3000 м    | DNF       |           |
| Гунда Німан-Штірнеман   | 5000 м    | 7:14.88   |           |
| Клаудія Пехштайн        | 3000 м    | 4:18.34   |           |
| Клаудія Пехштайн        | 5000 м    | 7:14.37   |           |
| Франціска Шенк          | 500 м     | 39.70     |           |
| Франціска Шенк          | 1000 м    | 1:20.25   | 4         |
| Гайке Варніке           | 1500 м    | 2:09.53   | 26        |
| Гайке Варніке           | 3000 м    | 4:28.43   | 15        |

## Лижне двоборство
Дисципліни:
- нормальний трамплін
- лижні гонки, 15 км

| Спортсмен                               | Дисципліна    | 1 стрибок | 1 стрибок | 2 стрибок | 2 стрибок | 2 стрибок | Лижні перегони | Лижні перегони | Лижні перегони | Лижні перегони | Лижні перегони |
| Спортсмен                               | Дисципліна    | Бали      | Місце     | Бали      | Разом     | Місце     | Старт          | Час            | Місце          | Разом          | Місце          |
| --------------------------------------- | ------------- | --------- | --------- | --------- | --------- | --------- | -------------- | -------------- | -------------- | -------------- | -------------- |
| Томас Абратіс                           | індивідуальні | 99.0      | 26        | 95.0      | 194.0     | 24        | +05.53         | 40:55.7        | 28             | 46:48.7        | 22             |
| Роланд Браун                            | індивідуальні | 113.5     | 8         | 95.5      | 209.0     | 12        | +04:13         | 43:17.0        | 48             | 47:30.0        | 35             |
| Томас Дуфтер                            | індивідуальні | 108.0     | 10        | 89.5      | 197.5     | 21        | +05:30         | 41:18.8        | 32             | 46:48.8        | 23             |
| Фальк Шваар                             | індивідуальні | 82.0      | 45        | 86.5      | 168.5     | 44        | +08:43         | 40:53.8        | 26             | 49:36.8        | 42             |
| Роланд Браун Томас Дуфтер Томас Абратіс | командні      | 290.5     | 10        | 304.5     | 595.0     | 8         | +11:32         | 1:26:53.4      | 9              | 1:38:25.4      | 10             |

## Лижні перегони
| Дисципліна                                             | Спортсмен                   | Дистанція | Дистанція |
| Дисципліна                                             | Спортсмен                   | Час       | Місце     |
| ------------------------------------------------------ | --------------------------- | --------- | --------- |
| Йохен Беле                                             | 10 км класичним             | 25:29.4   | 11        |
| Йохен Беле                                             | гонка переслідування, 15 км | +3:23.3   | 14        |
| Йохен Беле                                             | 50 км класичним             | DNF       |           |
| Йоган Мюлегг                                           | 10 км класичним             | 25:50.6   | 17        |
| Йоган Мюлегг                                           | гонка переслідування, 15 км | +2:22.4   | 8         |
| Йоган Мюлегг                                           | 30 км вільним               | 1:15:42.8 | 9         |
| Янко Нойбер                                            | 10 км класичним             | 27:27.4   | 61        |
| Янко Нойбер                                            | гонка переслідування, 15 км | +5:30.8   | 35        |
| Янко Нойбер                                            | 30 км вільним               | 1:19:57.5 | 33        |
| Янко Нойбер                                            | 50 км класичним             | DNF       |           |
| Торальд Райн                                           | 10 км класичним             | 26:38.7   | 32        |
| Торальд Райн                                           | гонка переслідування, 15 км | +5:53.5   | 38        |
| Петер Шлікенрідер                                      | 30 км вільним               | 1:20:08.8 | 35        |
| Петер Шлікенрідер                                      | 50 км класичним             | 2:25:22.4 | 56        |
| Торальд Райн Йохен Беле Петер Шлікенрідер Йоган Мюлегг | естафета 4 × 10 км          | 1:44:26.7 | 4         |

## Санний спорт
| Спортсмени                   | Дисципліна          | Фінал   | Фінал   | Фінал   | Фінал   | Фінал    | Фінал |
| Спортсмени                   | Дисципліна          | Спуск 1 | Спуск 2 | Спуск 3 | Спуск 4 | Разом    | Місце |
| ---------------------------- | ------------------- | ------- | ------- | ------- | ------- | -------- | ----- |
| Александер Бау               | одиночки (чоловіки) | 51.020  | 51.078  | 50.885  | 51.430  | 3:24.413 | 15    |
| Георг Гакль                  | одиночки (чоловіки) | 50.296  | 50.560  | 50.224  | 50.491  | 3:21.571 |       |
| Штефан Краузе Ян Берендт     | двійки (чоловіки)   | 48.364  | 48.581  |         |         | 1:36.945 |       |
| Єнс Мюллер                   | одиночки (чоловіки) | 50.563  | 50.858  | 50.297  | 50.862  | 3:22.580 | 8     |
| Штеффен Шкель Штеффен Веллер | двійки (чоловіки)   | 49.217  | 49.091  |         |         | 1:38.308 | 14    |
| Яна Боде                     | одиночки (жінки)    | 50.099  | 49.296  | 49.467  | 49.239  | 3:18.101 | 14    |
| Зузі Ердман                  | одиночки (жінки)    | 48.989  | 48.893  | 49.340  | 49.054  | 3:16.276 |       |
| Габріела Коліш               | одиночки (жінки)    | 48.988  | 49.323  | 49.301  | 49.585  | 3:17.197 | 6     |

## Стрибки з трампліна
| Спортсмен                                             | Дисципліна                | Перший раунд | Перший раунд | Фінал | Фінал | Фінал |
| Спортсмен                                             | Дисципліна                | Бали         | Місце        | Бали  | Разом | Місце |
| ----------------------------------------------------- | ------------------------- | ------------ | ------------ | ----- | ----- | ----- |
| Христоф Дуффнер                                       | великий трамплін          | 120.5        | 6            | 92.5  | 213.0 | 11    |
| Христоф Дуффнер                                       | нормальний трамплін       | 110.5        | 29           | 119.0 | 229.5 | 18    |
| Гансйорг Єкль                                         | великий трамплін          | 94.2         | 18           | 75.6  | 169.8 | 24    |
| Герд Зігмунд                                          | нормальний трамплін       | 123.5        | 11           | 119.5 | 243.0 | 11    |
| Дітер Тома                                            | великий трамплін          | 102.0        | 15           | 90.7  | 192.7 | 15    |
| Дітер Тома                                            | нормальний трамплін       | 127.5        | 7            | 133.0 | 260.5 |       |
| Єнс Вайсфлог                                          | великий трамплін          | 134.1        | 2            | 140.4 | 274.5 |       |
| Єнс Вайсфлог                                          | нормальний трамплін       | 132.0        | 5            | 128.0 | 260.0 | 4     |
| Єнс Вайсфлог Дітер Тома Гансйорг Єкль Христоф Дуффнер | великий трамплін, команда | 486.8        | 1            | 483.3 | 970.1 |       |

## Фігурне катання
Жінки
| Таня Шевченко | 2.5 | 5 | 6.0 | 8.5  | 6 |
| Катаріна Вітт | 3.0 | 6 | 8.0 | 11.0 | 7 |

Пари
| Анушка Глєзер Аксель Раушенбах | 6.0 | 12 | 13.0 | 19.0 | 13 |
| Пеггі Шварц Александер Кеніг   | 3.5 | 7  | 8.0  | 11.5 | 7  |
| Манді Ветцель Інго Штоєр       | 4.0 | 8  | DNF  | DNF  |    |

Танці на льоду
| Спортсмен                           | Фінал                  | Фінал | Фінал                  | Фінал | Фінал                | Фінал | Фінал           | Фінал | Фінал |
| Спортсмен                           | Обов'язкова програма 1 | Місце | Обов'язкова програма 2 | Місце | Оригінальна програма | Місце | Вільна програма | Разом | Місце |
| ----------------------------------- | ---------------------- | ----- | ---------------------- | ----- | -------------------- | ----- | --------------- | ----- | ----- |
| Дженніфер Гольсбі Гендрик Шамбергер | 1.8                    | 9     | 1.8                    | 9     | 5.4                  | 9     | 9.0             | 18.0  | 9     |

## Фристайл
| Спортсмен         | Дисципліна         | Кваліфікаця | Кваліфікаця | Фінал           | Фінал           |
| Спортсмен         | Дисципліна         | Бали        | Місце       | Бали            | Місце           |
| ----------------- | ------------------ | ----------- | ----------- | --------------- | --------------- |
| Клаус Везе        | могул (чоловіки)   | 22.67       | 23          | Did not advance | Did not advance |
| Біргіт Кепплер    | могул (жінки)      | 21.39       | 20          | Did not advance | Did not advance |
| Татяна Міттермаєр | могул (жінки)      | 23.81       | 7 Q         | 24.43           | 6               |
| Соня Райхарт      | акробатика (жінки) | 38.00       | 22          | Did not advance | Did not advance |
| Ельфі Сімхен      | акробатика (жінки) | 146.70      | 10 Q        | 136.46          | 9               |

## Хокей
- Склад команди:
  - Гельмут да Рааф
  - Клаус Мерк
  - Йозеф Гайс
  - Мірко Людеманн
  - Торстен Кінасс
  - Йорг Майр
  - Александер Серіков
  - Андреас Нідербергер
  - Рік Аманн
  - Улі Гімер
  - Джейсон Меєр
  - Томас Брандль
  - Лео Штефан
  - Бернд Тручка
  - Раймунд Гільгер
  - Бенуа Дуке
  - Волфганг Куммер
  - Георг Франц
  - Дітер Геген
  - Штефан Ушторф
  - Міхпель Румріх
  - Ян Бенда
  - Йорг Гандрік
- Головний тренер: Людек Букач і Франц Райндль

Результат
| Етап              | Опонент    | Результат | Бали | Місце |
| ----------------- | ---------- | --------- | ---- | ----- |
| Груповий етап     | Австрія    | 04-03     |      |       |
| Груповий етап     | Норвегія   | 02-01     |      |       |
| Груповий етап     | Чехія      | 00-01     |      |       |
| Груповий етап     | Росія      | 04-02     |      |       |
| Груповий етап     | Фінляндія  | 01-07     |      |       |
| Груповий етап     |            | 11-14     | 6    | 2     |
| Чвертьфінал       | Швеція     | 00-03     |      |       |
| Матч за 5-8 місця | Словаччина | 05-06     |      |       |
| Матч за 7 місце   | США        | 04-03     | 7    |       |